# Музей Славы Могилёвщины
Музей Славы Могилёвщины (бел. Музей Славы Магілёўшчыны) — музей в городе Могилёве, рядом с Буйничским полем. Является филиалом Могилёвского областного краеведческого музея имени Е. Р. Романова.

## История
В канун 80-й годовщины обороны Днепровского рубежа инициативная группа в составе руководителей общественных организаций, ветеранов Великой Отечественной войны и Вооруженных Сил Республики Беларусь, поисковиков и общественности Могилёва выступила с предложением о реконструкции мемориального комплекса «Буйничское поле» и создании музея.
Возведение музея начато в 2023 году.
Экспозиция разместилась на двух этажах здания, построенного в виде Ордена Отечественной войны. Это символично, так как Могилёв был удостоен данной награды за мужество и стойкость, проявленные трудящимися города в годы Великой Отечественной войны, а также за успехи, достигнутые в хозяйственно-культурном строительстве.
5 июля 2025 года музей официально открыт. В открытии музея принял участие Президент Республики Беларусь А. Г. Лукашенко.
Музей является филиалом учреждения культуры «Могилёвский областной краеведческий музей имени Е. Р. Романова».
На территории размещены Аллея Славы. Областная доска почёта.

## Экспозиции
В экспозиции музея отражена следующая тематика: «Могилёвщина на  перекрестках истории», «Накануне. Могилёвщина в 1930-е гг.», «Могилёвщина в  годы Великой Отечественной войны», «Земляки в локальных войнах. Воины-афганцы», «Трудовая Слава Могилёвщины». Всего 16 экспозиционных тем.

### Темы музейных экспозиций
1 этаж
- Зал № 1, № 2 «Могилёв довоенный. Накануне...»
- Зал № 3 «Начало войны...»
- Зал № 4 «Земляки на фронтах Великой Отечественной войны»
- Зал № 5 «Авиация в обороне Могилёва и Днепровского рубежа»
- Зал № 6 «Артиллерия в бороне Могилёва и Днепровского рубежа»
- Зал № 7 «Народное ополчение. Милиция и службы госбезопасности в обороне г. Могилёва и Днепровского рубежа»
- Зал № 8 «Бои на Буйничском поле. Легендарный 388-й стрелковый полк С. Ф. Кутепова»
- Зал № 9 «Последние дни обороны. Организация выхода из окружения»
- Зал № 15 «Земляки в локальных войнах. Воины-афганцы»
- Зал № 16 «Трудовая Слава Могилёвщины»

2 этаж
- Зал № 10 «Оккупация»
- Зал № 11 «Подпольное движение»
- Зал № 12 «Партизанское движение»
- Зал № 13 «Диверсия на станции Осиповичи Могилёвской области»